# Wood megye (Wisconsin)
Wood megye az Amerikai Egyesült Államokban, azon belül Wisconsin államban található. Megyeszékhelye Wisconsin Rapids, legnagyobb városa Marshfield. Lakosainak száma 74 207 fő (2020. április 1.). Wood megye Marathon, Portage, Adams, Juneau, Jackson és Clark megyékkel határos.

## Népesség
A megye népességének változása:
| Lakosok száma | 74 780 | 74 624 | 74 357 | 73 959 | 73 435 | 74 207 |
|               | 2010   | 2011   | 2012   | 2013   | 2015   | 2020   |